# Gimnasio Olímpico Juan de la Barrera
El Gimnasio Olímpico Juan de la Barrera es un recinto deportivo ubicado en la alcaldía Benito Juárez de la Ciudad de México, México. Fue inaugurado en 1968, y actualmente cuenta con una capacidad para 5,242 espectadores. 
Albergo las competencias de voleibol durante los Juegos Olímpicos de México 1968, en dónde la delegación de la extinta Unión Soviética logró colgarse la medalla de oro en los 2 torneos disputados (masculino y femenino) venciendo en la final de ambos a su similar de Japón. Además, desde 2017 hasta 2022 fue la casa de los Capitanes de la Ciudad de México, equipo de baloncesto que terminaría mudandose a la Arena Ciudad de México para competir en la NBA G League a partir de la temporada 2022/23.
Actualmente, es sede de dos equipos profesionales: Ángeles de la Ciudad de México en CIBACOPA y Diablos Rojos del México en  LNBP respectivamente.
Forma parte de un complejo deportivo junto con la Alberca Olímpica Francisco Márquez, ocupando una superficie de 11 152 m².

## Descripción
El gimnasio es una estructura cuadrangular de menor tamaño que la de la alberca olímpica basada en dos cubiertas catenarias sostenidas por grandes columnas de concreto. Debajo, el edificio cuenta con tres niveles, el primero para el área de competencias central y las áreas respectivas para competidores y jueces; el siguiente es el nivel de acceso de forma oval, mismo que da paso desde vestíbulos hacia las canchas y otras instalaciones como zona de calentamiento, regaderas, vestidores y enfermería, conectados por rampas exteriores. Finalmente, el tercer nivel es de tribunas de concreto con asientos para 5242 espectadores. 
Para los juegos olímpicos se diseñaron áreas comunes de descanso y entrenamiento con la alberca olímpica.

## Historia
El Comité Organizador Olímpico, instancia rectora de los juegos en México, determinó por ahorro de fondos que tanto la alberca olímpica como el gimnasio se realizaran en una misma obra y en un mismo predio. El proyecto de ambos edificios fue liderado por Manuel Rosen Morrison con la colaboración de Edmundo Gutiérrez Bringas, Antonio Recamier Montes y Javier Valverde Garcés, siendo un modelo basado en concreto armado y un cables de tensión que permitieron hacer más rápida la conclusión de las obras. Las obras del conjunto tomaron 521 días. Fue inaugurado por el entonces presidente Gustavo Díaz el 13 de septiembre de 1968.
Durante cinco décadas se realizaron en el gimnasio competencias nacionales e internacionales deportivas de básquetbol, voleibol, gimnasia y lucha libre. Igualmente el recinto fue usado como sede de conciertos, presentándose entre otros grupos El Tri, La Lupita, Soda Stereo (1993) y Therion (2010).
En 2004 fue inaugurado en el lugar un Salón de la Fama de Medallistas y Deportistas Olímpicos.

### Eventos de MMA
El 17 de febrero de 2018, se llevó a cabo el segundo evento de la promoción de artes marciales mixtas LUX Fight League llamado LUX 002, y el primero realizado en suelo capitalino. En la actualidad, el recinto es sede de los eventos realizados por la promoción Budo Sento Championship.

### Sede de Capitanes de la Ciudad de México
El 7 de junio de 2017 comenzó un convenio para que la alcaldía Benito Juárez, gestora del recinto, remodelara con fondos públicos el mismo para que se convirtiera en la sede del equipo Capitanes de la Ciudad de México de la Liga Nacional de Baloncesto Profesional, para lo cual se realizó una intervención mayor en el recinto. En octubre de 2017 se realizó el primer partido entre los Capitanes y los Toros de Nuevo Laredo.
La intervención mereció la crítica de Luis Martínez del Campo, director de las instalaciones olímpicas en 1968, dado que el gimnasio si bien se encontraba deteriorado, era al momento de la remodelación del recinto que conservaba la mayor cantidad de elementos originales de los años 60. Organizaciones vecinales habitantes alrededor del recinto acusaron desvíos de recursos en la ejecución de las obras.